# オオバスノキ
オオバスノキ（大葉酢の木、学名：Vaccinium smallii var. smallii）はツツジ科スノキ属の落葉低木。

## 特徴
樹高は1mほどになる。若い枝にはやや稜があり、短毛が生える。葉は、ごく短く短毛が密に生える葉柄をもって互生する。葉身は広披針形または長楕円形、ときに楕円形で、長さ1.5-5cm、幅0.5-2cmになり、先は鋭くとがる。葉の表面は無毛か、ときに脈上に曲がった毛が生え、裏面の主脈の下部全体に曲がった短毛が生える。葉の縁に鉤状にとがる細鋸歯がある。
花期は6-7月。前年の枝先の花芽から総状花序を伸ばし、1-4個の花を下向きにつける。花柄は長さ3-6mmになり、無毛、花柄の下部には1-2枚の小包葉があるが、早く落ちる。萼筒は長さ1.2mmの鐘形で、先端は広がって5裂し、裂片は広3角形となり、先はとがる。花冠は長さ6-7mmあり、鐘形で、先端は浅く5裂し、先は反曲する。花冠の色は、黄緑色で筋状に赤みを帯びる。雄蕊は10本ある。果実は径6-7mmの球状の液果で、黒紫色に熟す。果実は食用になる。
和名の由来は、葉に酸味があり噛むと酸っぱいことによる。秋には赤く紅葉し、目立つ。

## 分布と生育環境
日本では、北海道、本州の中部地方中北部、東北地方、近畿地方と中国地方の日本海側、四国の北東部に分布し、亜高山帯から高山帯の山地の林縁や低木林内に広く生育する。アジアでは、千島列島南部、樺太にも分布する。

## 品種、変種
- ケナシオオバスノキ（ケナシスノキ）Vaccinium smallii A.Gray f. glabrescens (H.Hara) M.Mizush. et O.Mori -葉柄や葉裏に毛がまったく無い品種。基本種のオオバスノキと分布は同じ。
- スノキ Vaccinium smallii A.Gray var. glabrum Koidz. -葉身が楕円形で、長さ1.3-3.5cm、幅0.6-2cmとやや小さく、葉柄と葉の裏面の主脈は毛が無いか、あっても短毛がまばらに生える。花冠も長さ5mmで基本種より小さい。本州の関東地方と中部地方の山梨県、長野県南部、静岡県東部に分布する。
- カンサイスノキ（コバウスノキ）Vaccinium smallii A. Gray var. versicolor (Koidz.) T.Yamaz. -スノキに似るが、葉柄と葉の裏面の主脈下部にあらい毛が生える。ときに無毛であることもある。本州の東海地方、近畿地方、中国地方および四国に分布する。中部地方ではスノキとの区別がむずかしいが、両者の分布域は異なる。

## ギャラリー
- 花柄に小包葉がつくが、早く落ちる。
- 果実は黒紫色に熟し、食用になる。
- 葉は秋に赤く紅葉する。